# Aaron Barquett
Aaron Barquett (n. Merlo, Provincia de Buenos Aires, Argentina; 9 de marzo de 1999) es un futbolista argentino. Juega de defensor y su equipo actual es Argentinos Juniors, de la Superliga Argentina.

## Carrera

### Clubes
Barquett llegó a Argentinos Juniors a los 9 años, en 2008.
Su debut en primera fue el 5 de marzo de 2019, en la victoria por 4-1 a Douglas Haig por la Copa Argentina. Ese mismo partido, convirtió su primer gol profesional.

### Selección
Barquett fue convocado al Sudamericano Sub-20 2019, y jugó 6 partidos. Su debut fue frente a Uruguay.

## Clubes
|  | Club               | País      | Año             |
|  | ------------------ | --------- | --------------- |
|  | Argentinos Juniors | Argentina | 2008 - Presente |

## Palmarés

### Campeonatos internacionales
| Título               | Club             | Sede | Año  |
| -------------------- | ---------------- | ---- | ---- |
| Juegos Panamericanos | Argentina Sub-23 | Lima | 2019 |

## Estadísticas

### Clubes
- Actualizado hasta el 18 de mayo de 2019.

| Argentinos Juniors Argentina |                     |                     |   |   |   |   |   |   |   |   |
| 1.ª | 2018-19             | 0                   | 0 | 1 | 0 | - | - | 1 | 0 |   |
| Total club | Total club          | Total club          | 0 | 0 | 1 | 0 | - | - | 1 | 0 |
| Total en su carrera | Total en su carrera | Total en su carrera | 0 | 0 | 1 | 0 | - | - | 1 | 0 |
| (1) Las copas nacionales se refiere a la Copa Argentina y a la Copa de la Superliga. (2) Las copas internacionales se refiere a la Copa Libertadores y a la Copa Sudamericana. |                     |                     |   |   |   |   |   |   |   |   |

### Selección
| Selección | Año   | Amistosos | Amistosos | Eliminatorias | Eliminatorias | Mundial | Mundial | Copa América | Copa América | Sudamericano Sub-20 | Sudamericano Sub-20 | Mundial Sub-20 | Mundial Sub-20 | Juegos Olímpicos | Juegos Olímpicos | Total | Total | Media goleadora |
| Selección | Año   | PJ        | G         | PJ            | G             | PJ      | G       | PJ           | G            | PJ                  | G                   | PJ             | G              | PJ               | G                | PJ    | G     | Media goleadora |
| --------- | ----- | --------- | --------- | ------------- | ------------- | ------- | ------- | ------------ | ------------ | ------------------- | ------------------- | -------------- | -------------- | ---------------- | ---------------- | ----- | ----- | --------------- |
| Sub-20    | 2019  | -         | -         | -             | -             | -       | -       | -            | -            | 6                   | 0                   | -              | -              | -                | -                | 6     | 0     | 0               |
| Sub-20    | Total | -         | -         | -             | -             | -       | -       | -            | -            | 6                   | 0                   | -              | -              | -                | -                | 6     | 0     | 0               |